# Зарічненська сільська рада (Тростянецький район)
Зарічненська сільська́ ра́да — колишній орган місцевого самоврядування у Тростянецькому районі Сумської області. Адміністративний центр — село Зарічне.

## Загальні відомості
- Населення ради: 303 особи (станом на 2001 рік)

## Населені пункти
Сільській раді були підпорядковані населені пункти:
- с. Зарічне
- с. Лучка

## Склад ради
Рада складалася з 12 депутатів та голови.
- Голова ради: Міняйло Олександр Олександрович
- Секретар ради: Підопригора Світлана Павлівна

### Керівний склад попередніх скликань
| Прізвище, ім'я, по батькові      | Основні відомості                                                                     | Дата обрання | Дата звільнення |
| -------------------------------- | ------------------------------------------------------------------------------------- | ------------ | --------------- |
| Кліщова Тамара Миколаївна        | Сільський голова, 1961 року народження, член Соціалістичної партії України            | 26.03.2006   | 01.05.2007      |
| Могилевська Валентина Григорівна | Сільський голова, 1954 року народження, позапартійна                                  | 19.08.2007   | 01.02.2008      |
| Міняйло Олександр Олесандрович   | Сільський голова, 1966 року народження, член Всеукраїнського об'єднання «Батьківщина» | 01.06.2008   | 31.10.2010      |
| Міняйло Олександр Олександрович  | Сільський голова, 1966 року народження, освіта вища, безпартійний                     | 31.10.2010   |                 |

Примітка: таблиця складена за даними сайту Верховної Ради України